# (5283) Пирр
(5283) Пирр (лат. Pyrrhus, др.-греч. Πύρρος) — типичный троянский астероид Юпитера, движущийся в точке Лагранжа L4, в 60° впереди планеты. Астероид был открыт 31 января 1989 года американским астрономом Кэролин Шумейкер в Паломарской обсерватории и назван в честь Пирра, одного из героев Троянской войны.

Орбита астероида Пирр и его положение в Солнечной системе
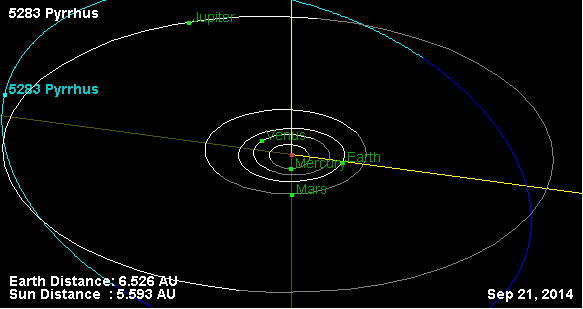
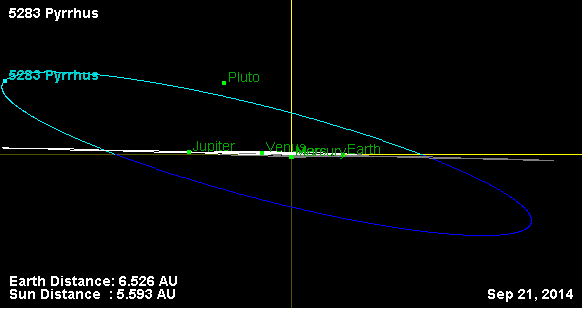

Фотометрические наблюдения, проведённые в 2002 году, позволили получить кривые блеска этого тела, из которых следовало, что период вращения астероида вокруг своей оси равняется 7,323 ± 0,003 часам, с изменением блеска по мере вращения 0,11 ± 0,01 m.